# Nukuoro jezik
Nukuoro jezik (nuguor, nukoro; ISO 639-3: nkr), austronezijski jezik ellicejske podskupine polinezijskih jezika, kojim govori 860 ljudi u Mikroneziji (Johnstone 1993) na otoku Nukuoro u Karolinskim otocima i 125 na otoku Ponape. 
Leksički mu je najsličniji kapingamarangi [kpg] (55%), drugi polinezijski jezik u Mikroneziji. Mnogi poznaju i ponapejski [pon]. Piše se latinicom

## Vanjske poveznice
- Ethnologue (14th)
- Ethnologue (15h)